# Sexbierum
Sexbierum (Fries: Seisbierrum) is een dorp in de gemeente Waadhoeke, in de Nederlandse provincie Friesland. Sexbierum ligt tussen Franeker en de Waddenzeekust. Het vormt met Pietersbierum een dubbeldorp. Het dorp ligt aan de N393. De Opvaart loopt van Harlingen tot aan Sexbierum. 
In 2023 telde het dorp 1.675 inwoners. De voormalige buurtschap Sexbierumerhorn ten noorden van Sexbierum was deel van de Hornestreek en was tot 20ste eeuw een de buurtschap .

## Geschiedenis

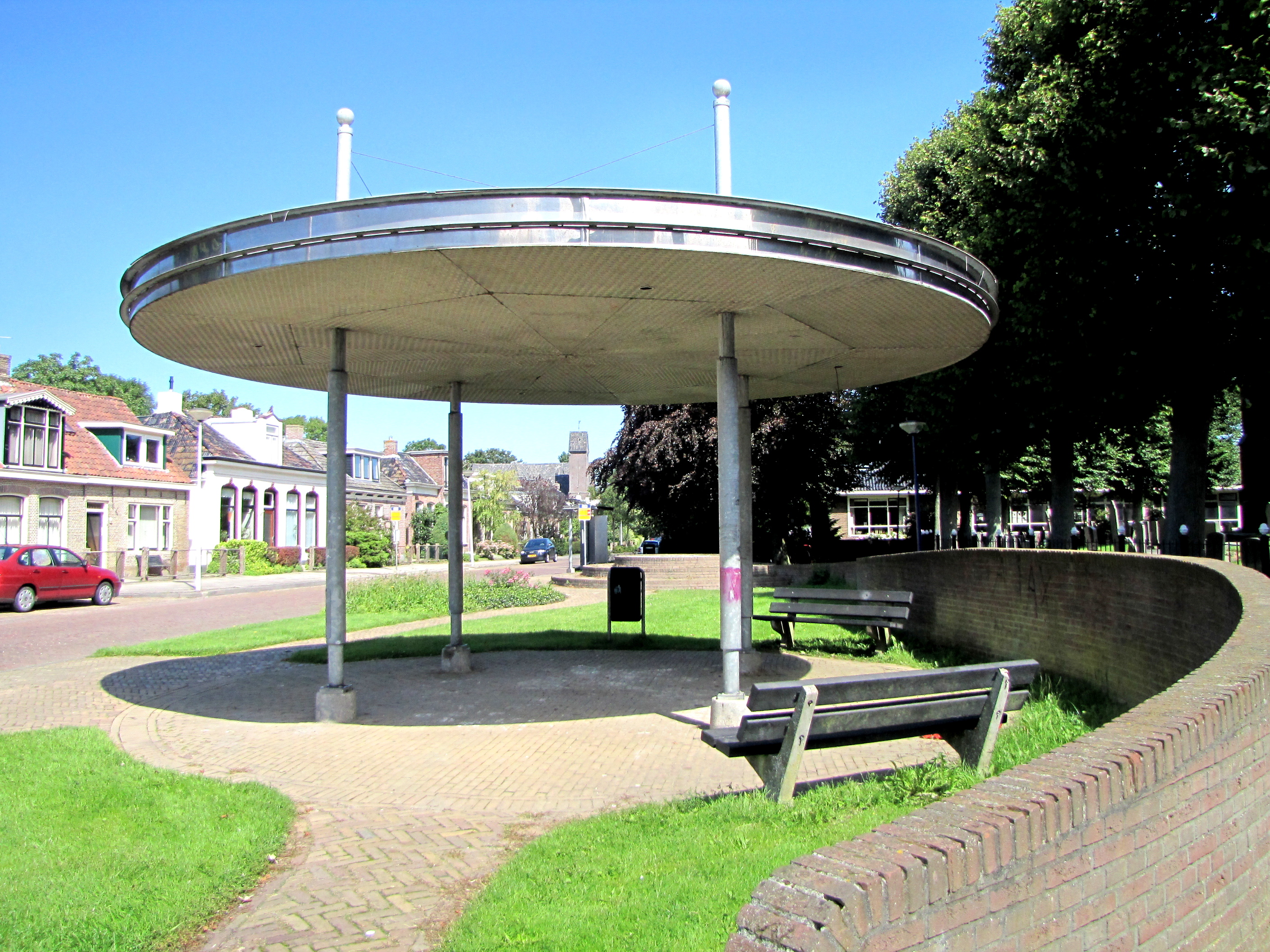
Dorpsplein

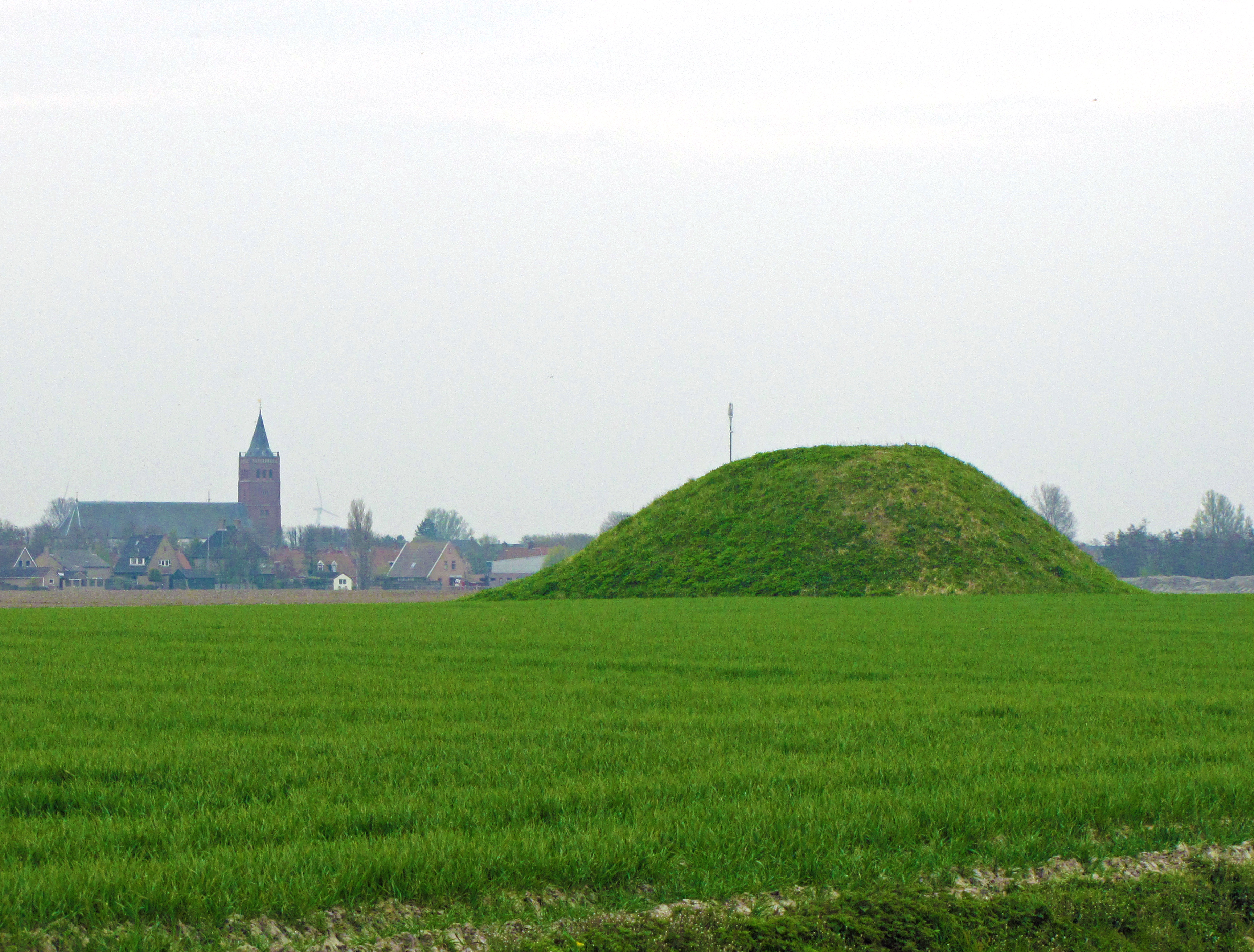
Stinswier met uitzicht op het dorp

Sexbierum is ontstaan op een terp op een kwelderwal langs de Waddenzee. Het dorp is genoemd naar de heilige Sixtus, de patroonheilige van de kerk, met de uitgang -berum, een meervoudsvorm (datief) van Oud-Fries bêre, dat 'schuur' of 'huis' betekent.
Het dorp wordt mogelijk vermeld als Berum, de geboorteplaats van de Utrechtse bisschop Hartbert (1139-1150). De oudste zekere vermelding stamt uit een parochieregister uit het derde kwart van de 13e eeuw; de naam van het dorp wordt dan geschreven als Sixtisberen. In de 14e eeuw kwamen de schrijfwijzen Sixtebeeren, in Beati Sixti Berum (of Borum) en Sexberum voor. In 1505 werd dit Sexbierum. De Friese vormen Sexbirom en Sixbierum worden vermeld sinds het einde van de 16e eeuw. De 16e-eeuwse abtenkroniek van Sibrandus Leo noemt een zekere Syardus Sierdsma, die hier rond 1200 pastoor zou zijn geweest.
De Groningse oudheidkundige Rembertus Westerhoff speculeerde in 1865 dat de naam Sexbierum 'dijksterhuizen' zou betekenen. De terp ligt echter op een natuurlijke kwelderwal en niet op een dijk.
Het dorp wordt meermalen genoemd in de fantasierijke geschiedschrijving van de 16e eeuw, onder andere als woonplaats van de familie Adelen. Waarschijnlijk is het dorp identiek met Westerbierum, dat in enkele middeleeuwse akten wordt vermeld.
Na de Tweede Wereldoorlog breidde Sexbierum zich uit richting Pietersbierum, waarmee het in de jaren '70 van de twintigste eeuw vergroeide. 
Sexbierum lag tot 1 januari 1984 in de gemeente Barradeel. Oorspronkelijk stond het gemeentehuis van de gemeente Barradeel in Pietersbierum, maar nadat de grens een kleine honderd meter werd opgeschoven, kwam het in Sexbierum te staan.  Totdat de gemeente Barradeel op 1 januari 1984 werd opgeheven, bleef Sexbierum de hoofdplaats van die gemeente. Tussen 1984 en 2018 lag het dorp in de gemeente Franekeradeel, die in 2018 opging in de gemeente Waadhoeke.

## Kerken
In het dorp staan twee kerken. De Sixtuskerk dateert uit de 13e eeuw en was voor de Reformatie gewijd aan de heilige paus Sixtus II. De tufstenen zaalkerk werd in de 15de eeuw uitgebreid tot een kruiskerk, maar in de 18e eeuw werd de zuidelijke dwarsarm afgebroken en de noordelijke verbouwd tot consistoriekamer. Daarbij werd in de noordelijke muur in een ingemetselde nis een beeld van de heilige Sixtus teruggevonden. Mogelijk was dit ten tijde van de Reformatie verborgen. 
De gereformeerde kerk is veel jonger. Deze kerk dateert uit 1928 en verving een kerk uit 1882.

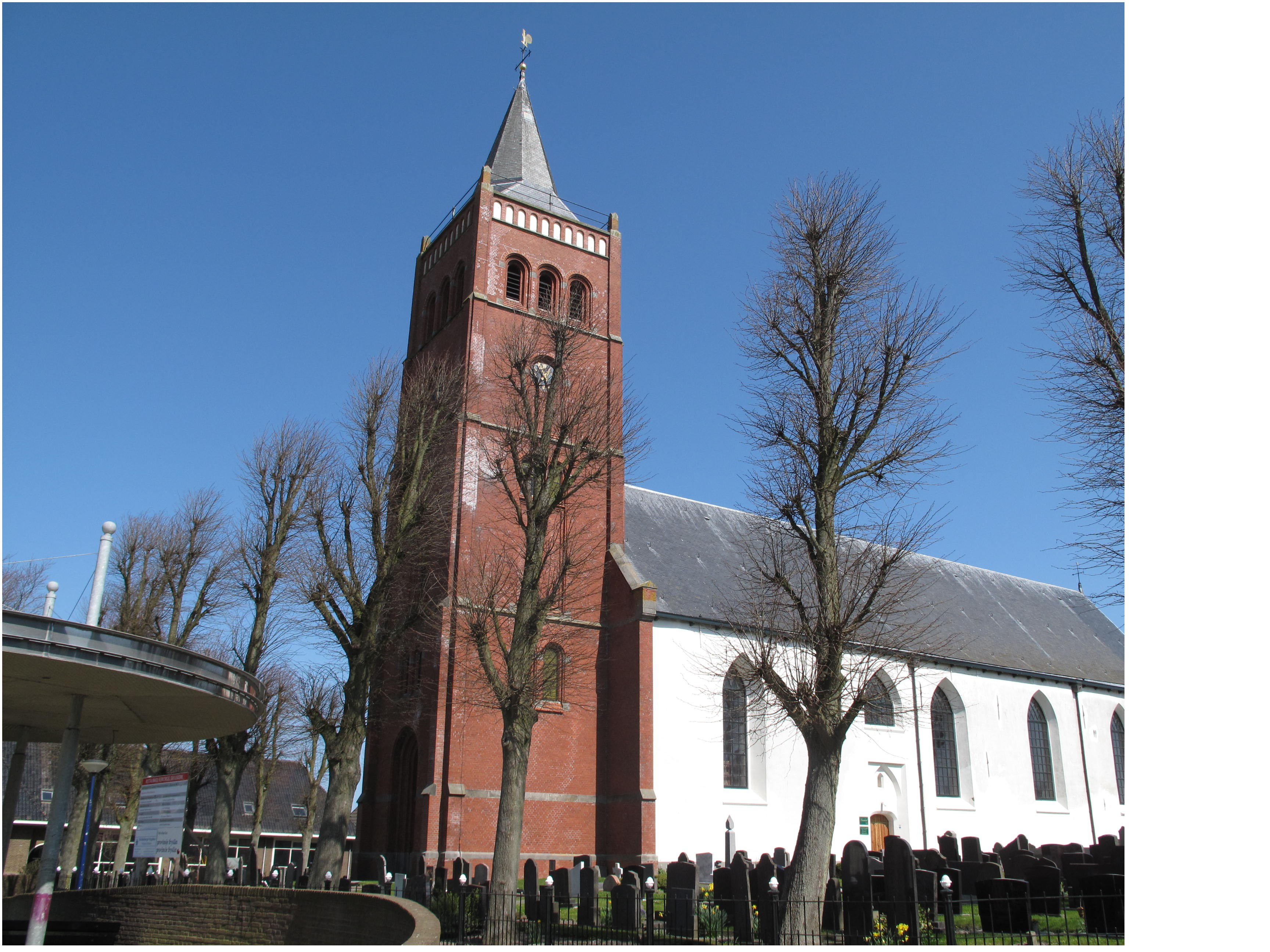
Sixtuskerk
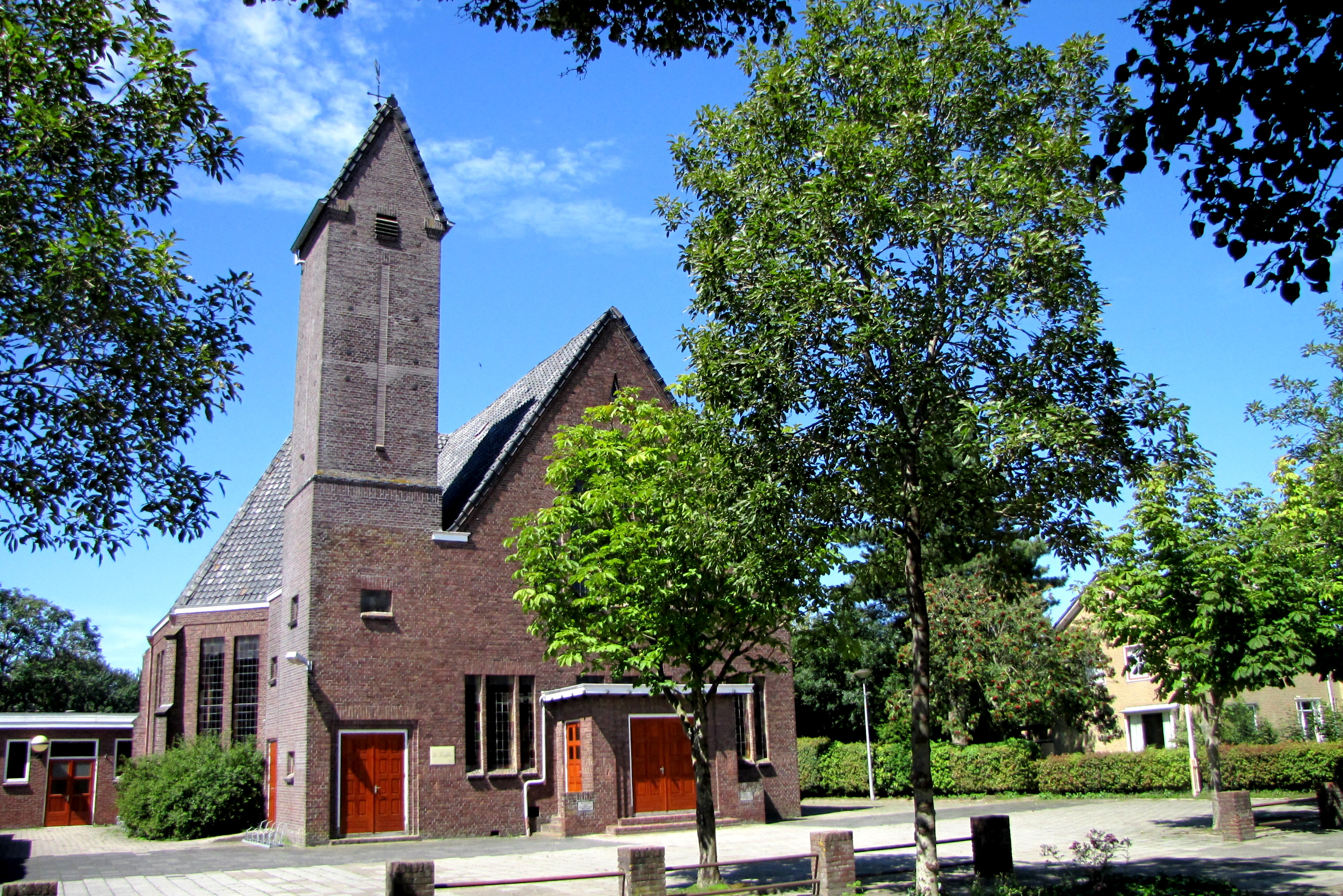
Gereformeerde kerk

## Molen

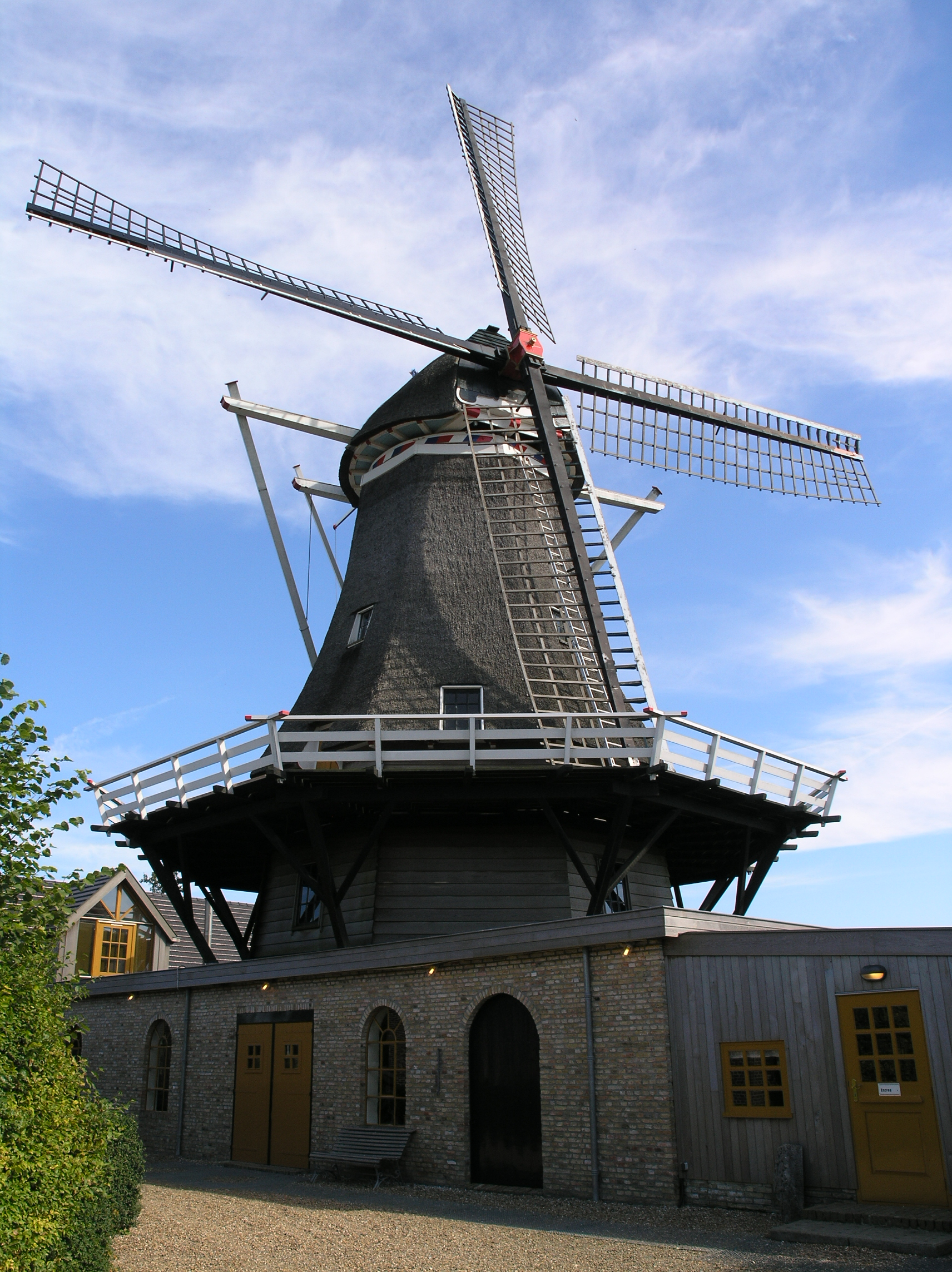
De Korenaar

In Sexbierum staat de korenmolen De Korenaar, die uit 1868 stamt.

## State
Buiten het dorp is de poort van Liauckama State bewaard gebleven. Het was een van de grootste staten van Friesland. De state werd in de 19e eeuw afgebroken.

## Attractiepark
In 1987 werd bij Sexbierum een windattractiepark en bezoekerscentrum met de naam Aeolus (naar de god van de wind) gebouwd. Het werd gebouwd bij het proefwindmolenpark bij het nabijgelegen Oosterbierum, dat tot 1994 heeft bestaan. Het attractiepark werd in 2017 gesloten.

## Sport

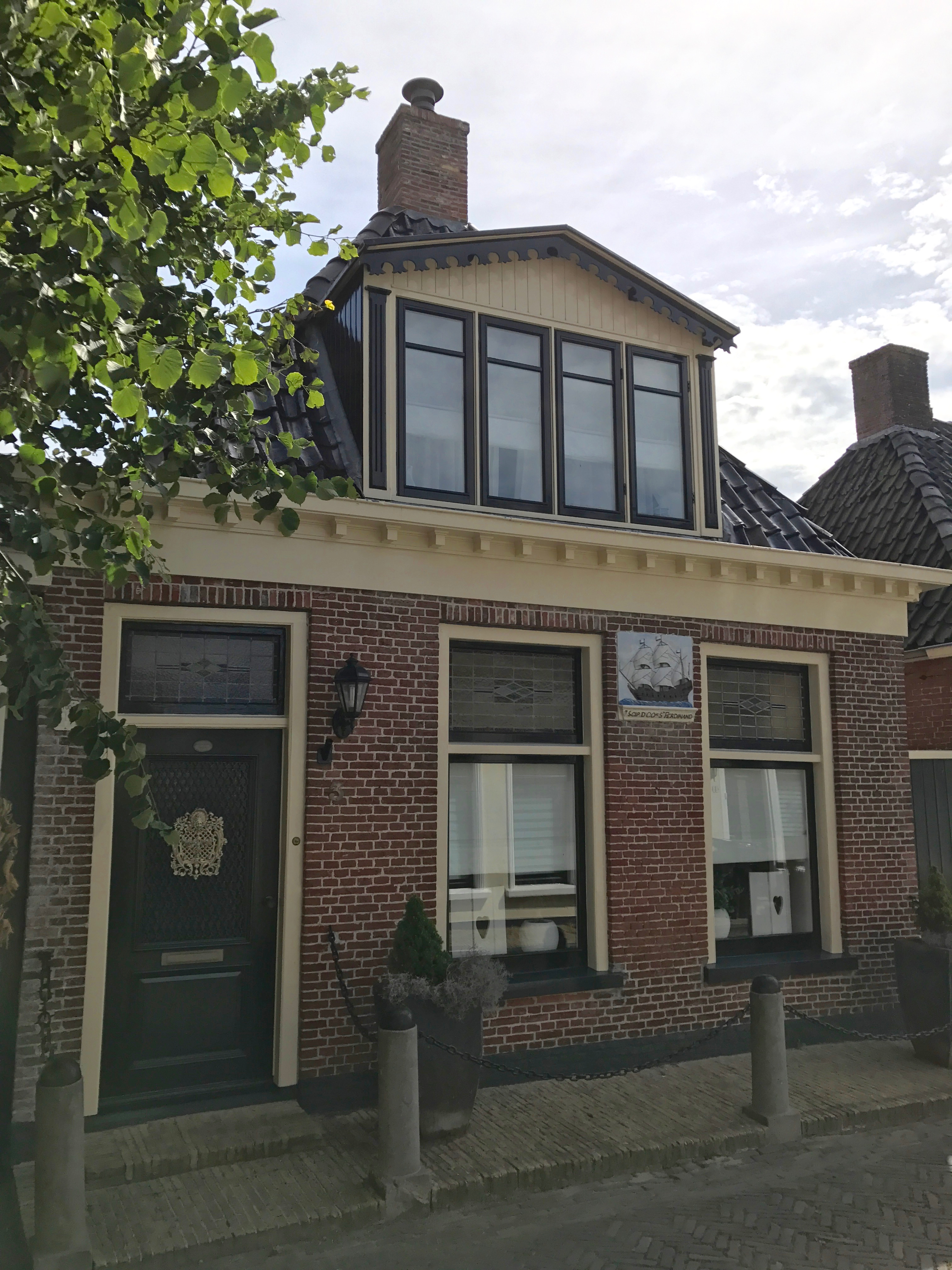
Rijksmonument

Sexbierum heeft diverse sportverenigingen. Samen met Pietersbierum heeft Sexbierum sinds 1905 de gezamenlijke kaatsvereniging KV De Twa Doarpen/D.I.O.S.. Verder is er onder meer de Algemene Voetbal Club (AVC), de tennisvereniging WESP en de judovereniging Koka.

## Cultuur
De Drumfanfare Concordia Sexbierum bestaat sinds 1979. Het dorp heeft een dorpshuis, met de naam It Waed. Het dorpshuis wordt gebruikt door de inwoners van Pietersbierum. Een van de bestaande Koninklijke Rederijkerskamers van Nederland is die van Sexbierum: Koninklijke Rederijkerskamer Ons Genoegen.

## Onderwijs
Het dorp heeft een christelijke basisschool, De Skeakel geheten. Tot en met het schooljaar 2016-2017 kende het dorp ook een openbare basisschool, die De Barraboech heette.

## Geboren in Sexbierum
- Frederik van Utrecht, bisschop van Utrecht tussen 815/816 en 834/838,  zou volgens een sage uit de 16e eeuw zijn geboren te Sexbierum als zoon van potestaat Adelbrik Adelen. Dit berust echter op fantasie
- Eelko Liauckama (14e eeuw), geestelijke
- Hidde Sjoerds de Vries (1645-1694), schout bij nacht (oomzegger Tjerk Hiddes de Vries)
- Tjerk Hiddes de Vries (1622-1666), admiraal en zeeheld
- Christoffel Middaghten (1665-1723), marineofficier
- Auke Bijlsma (1946-2012), politicus
- Jetske Bilker (1960), schrijfster